# 薩希瓦爾

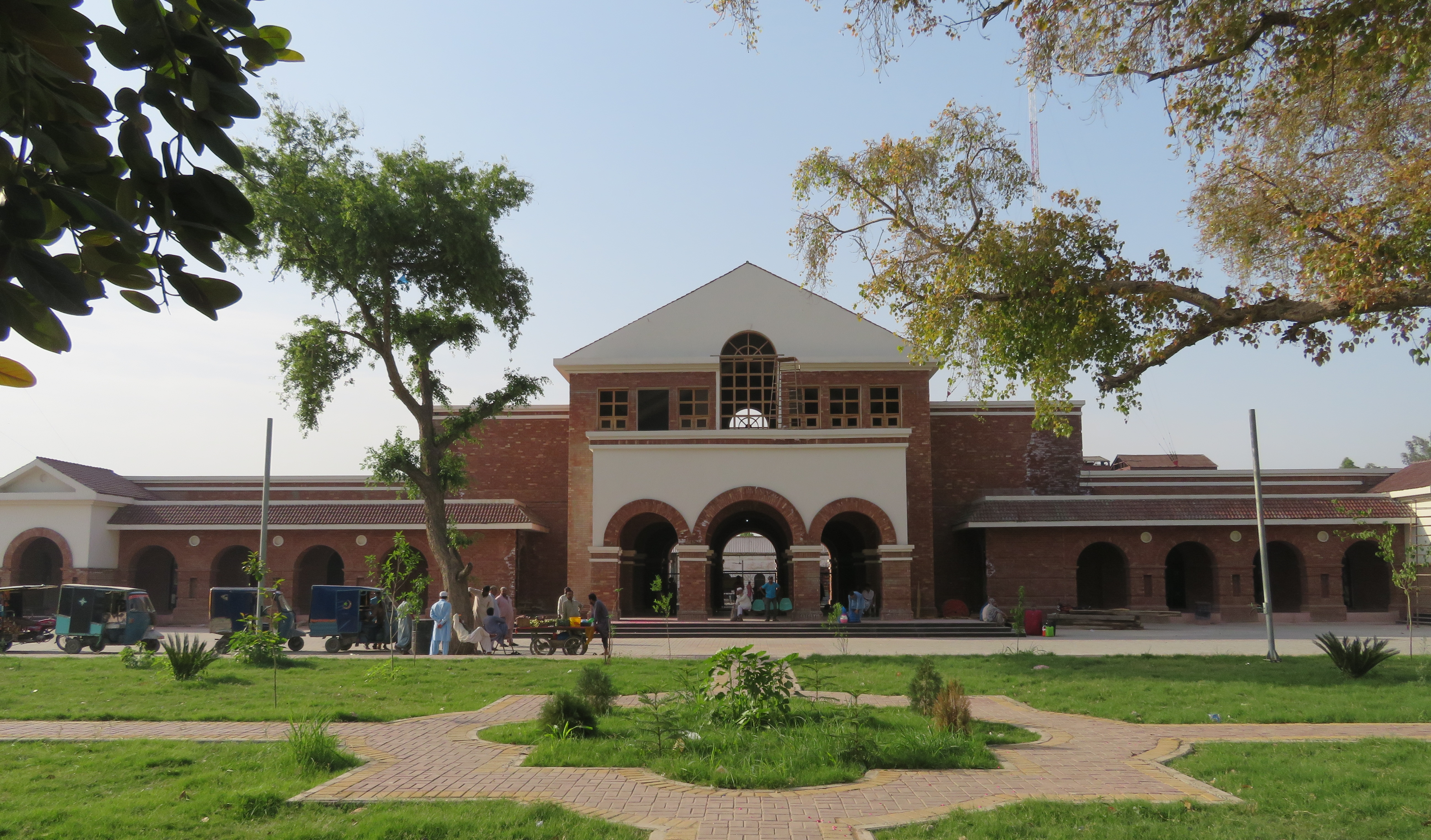
薩希瓦爾中央車站

薩希瓦爾，曾名蒙哥馬利，是巴基斯坦旁遮普省中部的城市。按人口計，它是巴基斯坦第22大城市，也是薩希瓦爾縣的行政中心。薩希瓦爾位於首府拉合爾約180公里處，費薩拉巴德100公里處。薩希瓦爾面積3,201平方公里，海拔約152米。薩希瓦爾西24公里處是哈拉帕城。

## 地理
這座城市位於薩特萊傑河和拉維河間人口稠密的地區。這讓這座城市很適合種植麥、棉、煙草、豆類、馬鈴薯和油料等作物，並生產棉紡織品和漆木製品。

### 氣候
薩希瓦爾的氣候為熱帶季風氣候，夏季可達47°C，冬季則降至5°C。該區的土壤非常肥沃，平均降雨量約為685毫米，主要降雨於夏季季風季節。

## 教育
薩希瓦爾作為巴基斯坦的大城市，設有國立薩希瓦爾大學及薩希瓦爾醫學院。

## 外部連結
- 官方网站
- NIMLS COLLEGE Sahiwal
- Montgomery to Sahiwal by S. A. Naeem (in Urdu)